# Журавичи (Волынская область)
Жура́вичи (укр. Журавичі) — село в Киверцовской городской общине Луцкого района Волынской области Украине.
До 2020 года входило в Киверцовский район.
Код КОАТУУ — 0721883101. Население по переписи 2001 года составляет 1309 человек. В 2020 году население составляло 1049 человек. Почтовый индекс — 45213. Телефонный код — 3365. Занимает площадь 2,954 км².
В исторических хрониках о селе упоминается в реестре военнообязанных 1570 г. В то время имение принадлежало Анджею Коту (Кошеку), а в 1838 г. им распоряжалась княгиня Четвертинская.
Перепись 1911 года показала, что в Журавичах было 3357 десятин земли. В 1753 более половины принадлежало семье Кириленко, четвёртая — Барановским, пятая — Чаплицы, а остальным владельцам принадлежало 63 га.
Поселок известен своими рекреационными зонами. В 1920-х годах работало несколько санаториев. Туристы со всей Европы приезжали отдыхать в места со специфическим климатом и особыми оздоровительными ценностями.
Оказалось, что популярность Журавич заставила чиновников задуматься об улучшении инфраструктуры. Местные власти планировали построить аэропорт, чтобы туристы могли прилетать самолётами, но эта инициатива не была реализована из-за начала Второй мировой войны